# Chileense Marine
De Chileense Marine is de militaire vloot van Chili. De Chileense Marine heeft op dit moment ongeveer 25.000 personeelsleden in actieve dienst. Voor het uitvoeren van haar taken maakt het gebruik van 150 schepen in actieve dienst en meer dan 52 vliegtuigen.

## Galerij

Vlag van Chili
De Naval Jack van de Chileense Marine
Een symbool van de Chileense Marine